# Verrocchio
Andrea del Verrocchio, nacido Andrea di Michele di Francesco de Cioni, conocido simplemente como Verrocchio  (Florencia, h. 1435-Venecia, 1488), fue un pintor, escultor y orfebre cuatrocentista italiano. Trabajó en la corte de Lorenzo de Médici en Florencia. Entre sus alumnos estuvieron Leonardo da Vinci, Perugino, Ghirlandaio y Sandro Botticelli, pero también influyó en Miguel Ángel. Trabajó en el estilo serenamente clásico del primer renacimiento florentino.

## Primeros años y formación
Verrocchio nació en Florencia en 1435, hijo de Michele di Francesco Cioni, quien trabajó como fabricante de azulejos y tejas y, más tarde, como recaudador de impuestos. Verrocchio nunca se casó, y tuvo que proporcionar apoyo financiero a algunos miembros de su familia. La fama de Andrea di Michele creció al unirse a la corte de los Médici, en la que permaneció hasta que su taller se trasladó a Venecia.
Andrea comenzó a trabajar como orfebre en el taller de Giulio Verrocchi, de quien parece haber tomado su sobrenombre. La posibilidad de que fuera aprendiz de Donatello queda sin confirmar. Sí parece que se inspiró en sus obras para los temas a tratar más que en cuanto a las tendencias estilísticas, y con un orfebre, del que heredó el gusto artesanal aplicado al tratamiento de sus obras escultóricas. 
Sus primeros esfuerzos en pintura datan probablemente de los años 1460, cuando trabajó en Prato junto a Filippo Lippi.

## Obra independiente

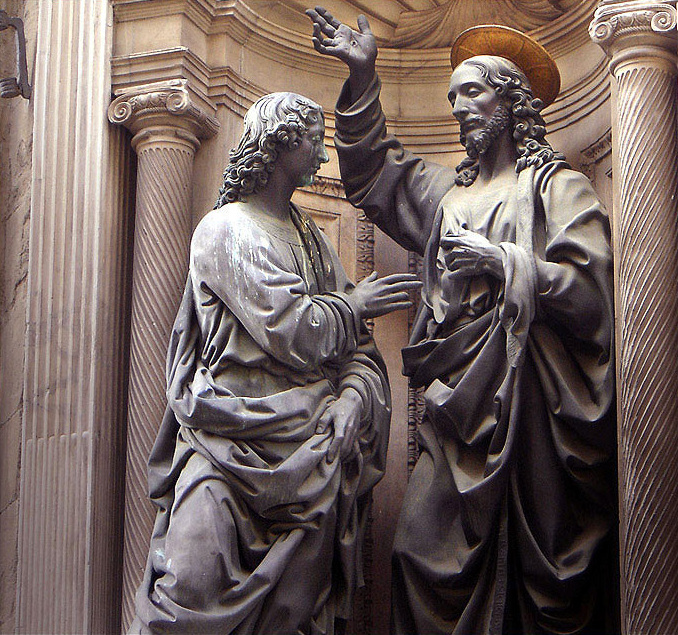
Cristo y Santo Tomás, Orsanmichele, Florencia.

La única pintura firmada de Verrocchio es la Virgen con Niños y Santos, en la catedral de Pistoia.
Alrededor de 1465 trabajó en el lavabo de la antigua sacristía de la San Lorenzo, Florencia. Entre 1465 y 1467 ejecutó el monumento funerario a Cosme de Médici para la cripta bajo el altar de la misma iglesia, y en 1472 completó el monumento a Pedro y Juan de Médici en la antigua sacristía. Se le consideraba el pintor más influyente de Florencia de su período. 
En 1466 la cofradía de mercaderes de Florencia le encargó un grupo en bronce titulado Cristo y Santo Tomás para un nicho externo de la iglesia de Orsanmichele. La obra se colocó allí en 1483. Ideó una composición de dos figuras, con Cristo en el centro del nicho, y el Santo estirado hacia afuera, para evitar una perspectiva frontal rígida y para ayudar al espectador a identificar mejor a los personajes.
En 1468 Verrocchio hizo unos famosos candelabros, hoy en Ámsterdam, para un pasillo del Ayuntamiento de Florencia. A principios de los años 1470 viajó a Roma, mientras que en 1474 ejecutó el monumento Forteguerri para la catedral de Pistoia, que dejó inacabado.
Tuvo en Florencia un activo y famoso taller, del que salieron tanto esculturas como pinturas y obras de orfebrería; sin embargo, en la actualidad la única faceta de la obra de Il Verrocchio que está bien documentada es la escultura. 
De 1474-1475 es el Bautismo de Cristo, actualmente conservado en los Uffizi. En esta obra fue ayudado por Leonardo Da Vinci, que por entonces era un joven, quien acabó el paisaje y pintó el ángel de la izquierda, superando en calidad el resto de la pintura. Según Vasari, 

Ésta fue la razón por la que Andrea no quiso volver a tocar los pinceles, indignado porque un muchacho supiera más que él.

Este Bautismo de Cristo es la única obra pictórica que se le atribuye con absoluta seguridad.

## Madurez como escultor

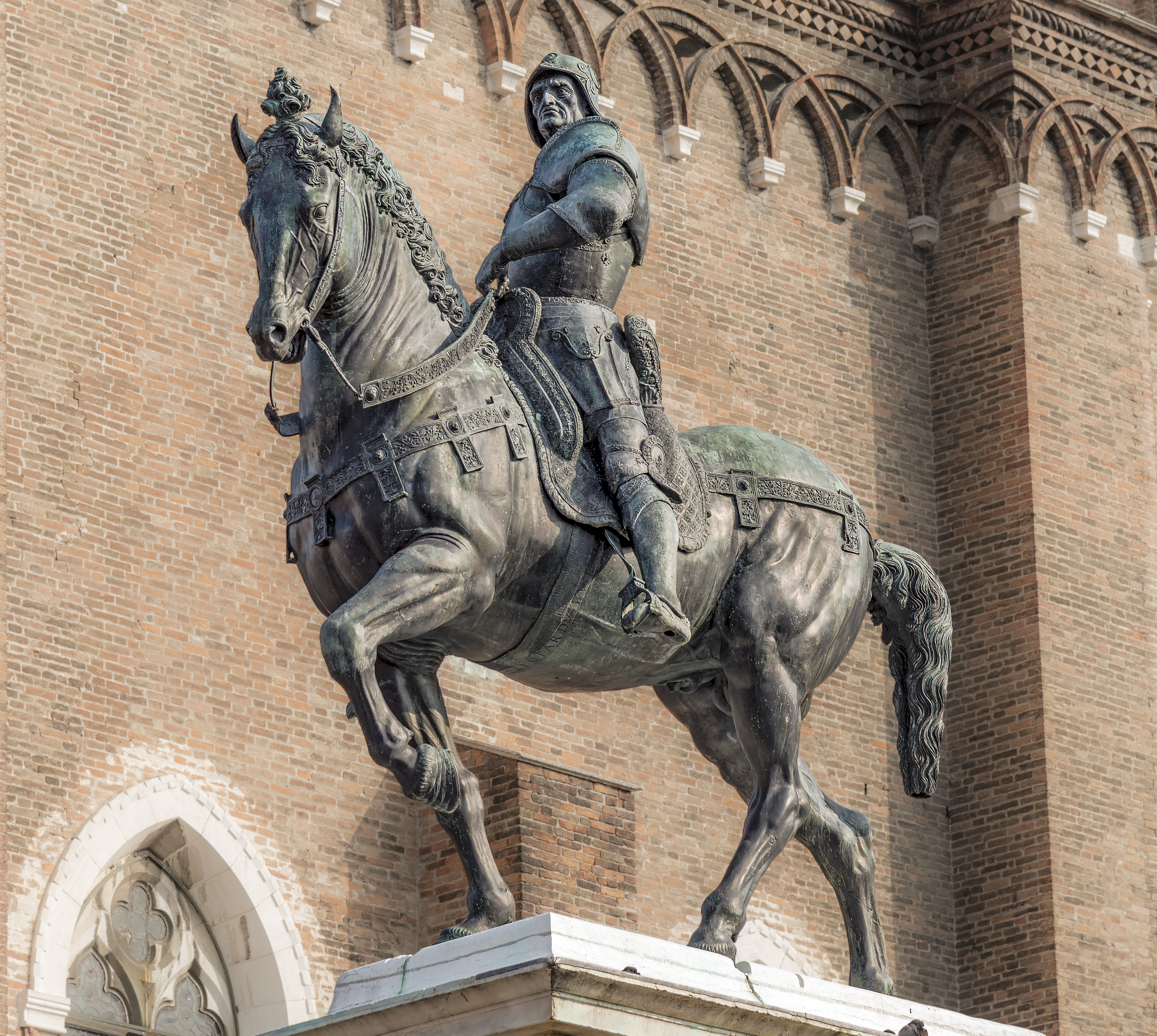
Retrato ecuestre del condottiero Colleoni, diseñado por Verrocchio y fundido por Alessandro Leopardi.

Después de mediados de la década de los setenta, Verrocchio se dedicó principalmente a la escultura, al principio siguiendo los cánones estándar florentinos. Esto es evidente en la estatua de bronce del David, encargo de Lorenzo de Médici y Juliano de Médici hacia 1476 (actualmente en el Bargello). El David de Verrocchio es menor de edad, y está vestido con modestia, en contraste con el provocativo David de Donatello, altivo en su victoria. La belleza algo gótica, idealista, de los rasgos está más cercana en espíritu a Ghiberti que al innovador Donatello. Gracias a su sublime elegancia es una de sus esculturas más valoradas, junto al Retrato ecuestre de Colleoni.
Alrededor de 1478 acabó un Querubín alado con delfín, actualmente en el Palazzo Vecchio y que originariamente se pretendía para una fuente en la Villa Médici en Careggi: esta obra está influida por el naturalismo dinámico que Verrocchio aprendió de Desiderio da Settignano. De la misma época es la Dama col mazzolino y el relieve para el monumento funerario de Francesca Tornabuoni para Santa Maria sopra Minerva en Roma (hoy en el Bargello).
En 1478 Verrocchio comenzó la que sería su obra más famosa, una estatua ecuestre del condottiero Bartolomeo, quien había muerto tres años antes. La obra fue un encargo de la República de Venecia. Fue el primer intento de producir semejante grupo, con una de las patas del caballo en el aire. La estatua destaca también por la expresión en el rostro de Colleoni, que obedece a una observación cuidadosa, y que refleja un mando severo. De esta estatua sobresale también la magnífica plasmación del movimiento. 
Verrocchio envió a sus comitentes un modelo en cera en 1480, y en 1488 finalmente se trasladó a Venecia para asistir a la fundición del grupo. Sin embargo, murió ese mismo año, antes de que la obra estuviera acabada.

## Obras principales
- Cristo y santo Tomás (Florencia) (1467-1483), Bronce, Orsanmichele, Florencia.
- El bautismo de Cristo, (1472-1475), Óleo sobre tabla, 177 x 151 cm, Galería de los Uffizi, Florencia.
- Virgen con los santos Juan Bautista y Donato (1475-1483), Tabla, 189 x 191 cm, Catedral de Pistoia.
- Santa Mónica, Panel, Santo Spirito, Florencia.
- Tobías y el Ángel (1470-1480), Temple al huevo sobre madera de álamo, National Gallery de Londres.
- David (1467), Bargello, Florencia.
- Monumento a Bartolomeo Colleoni (1479-1488), Bronce, Plaza de San Juan y San Pablo, Venecia.
- Dama col mazzolino (1478), Mármol, Museo del Bargello, Florencia.

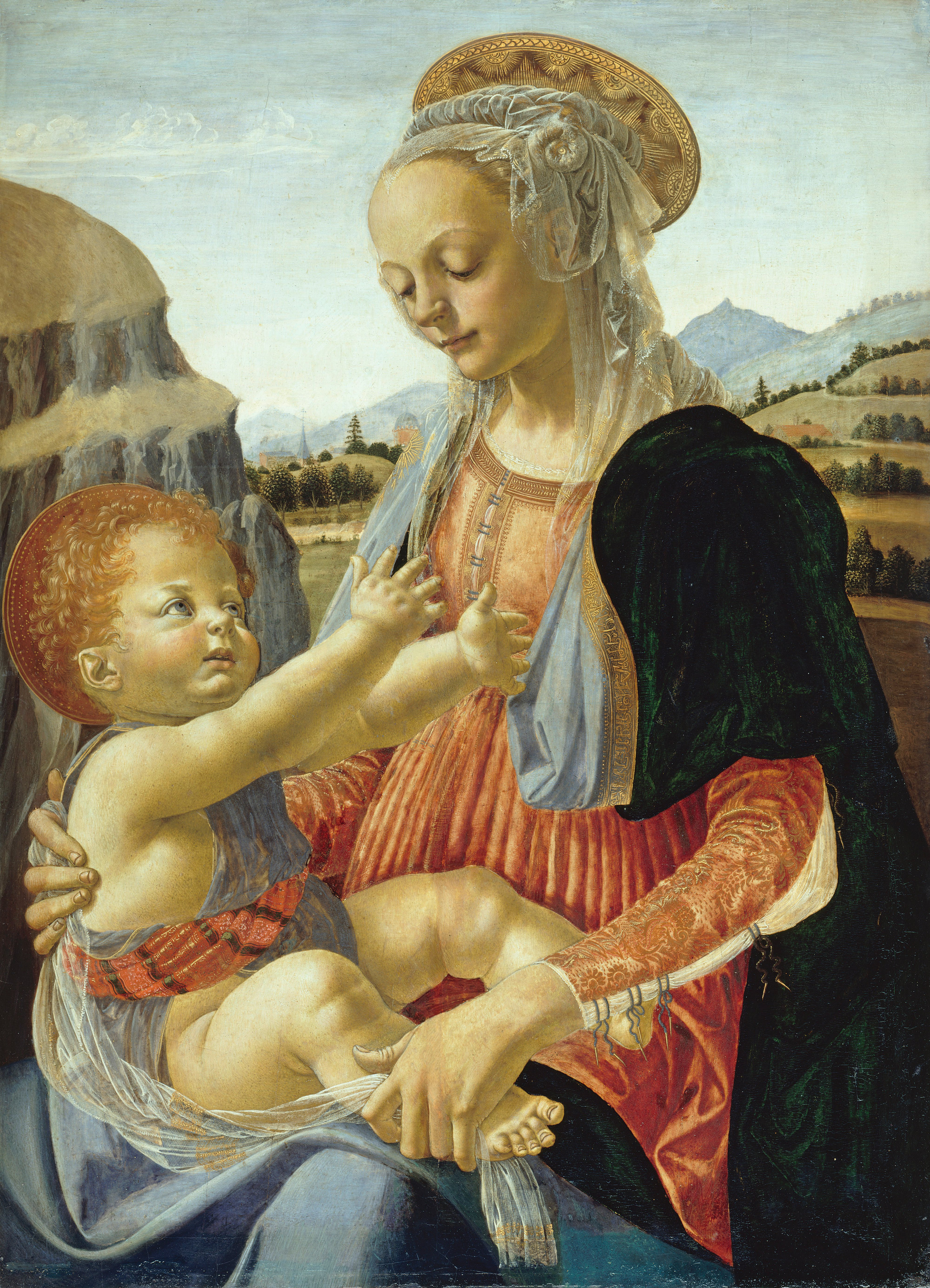
Virgen con el niño (Gemäldegalerie de Berlín)
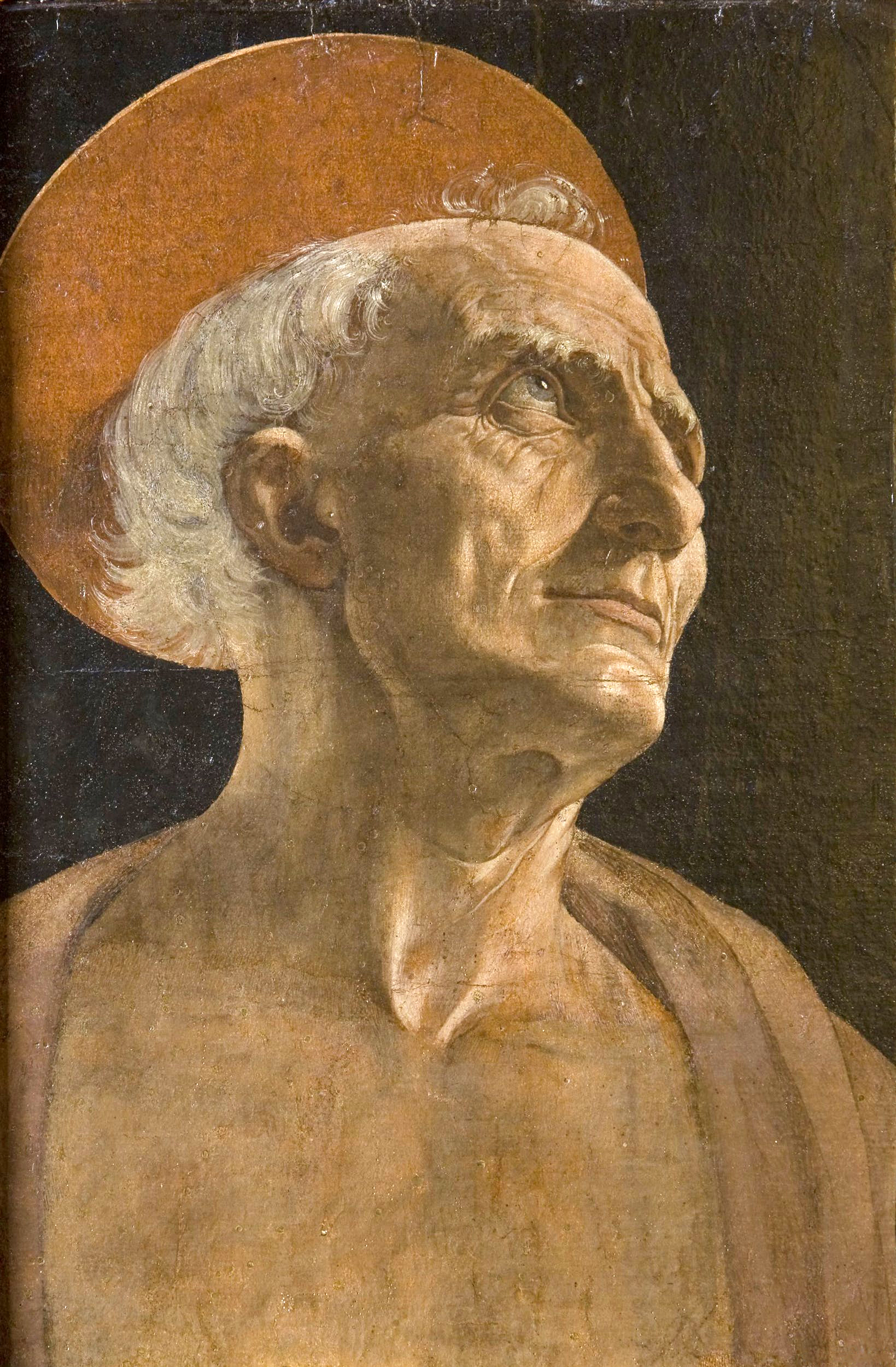
San Jerónimo. Palacio Pitti, Florencia
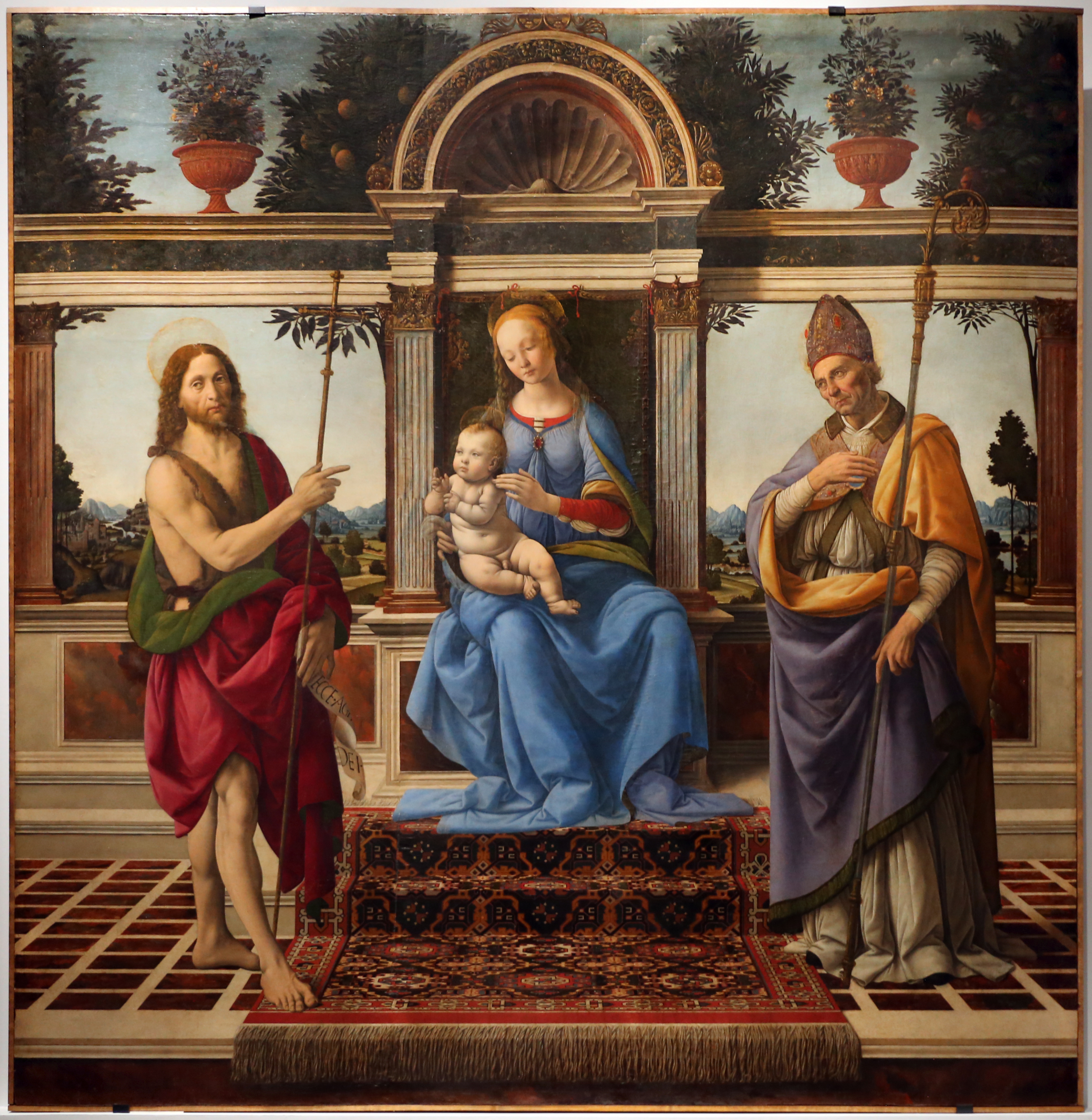
Virgen con Juan el Bautista y Donato de Fiesole, (Catedral de Pistoia), completado por Lorenzo di Credi.
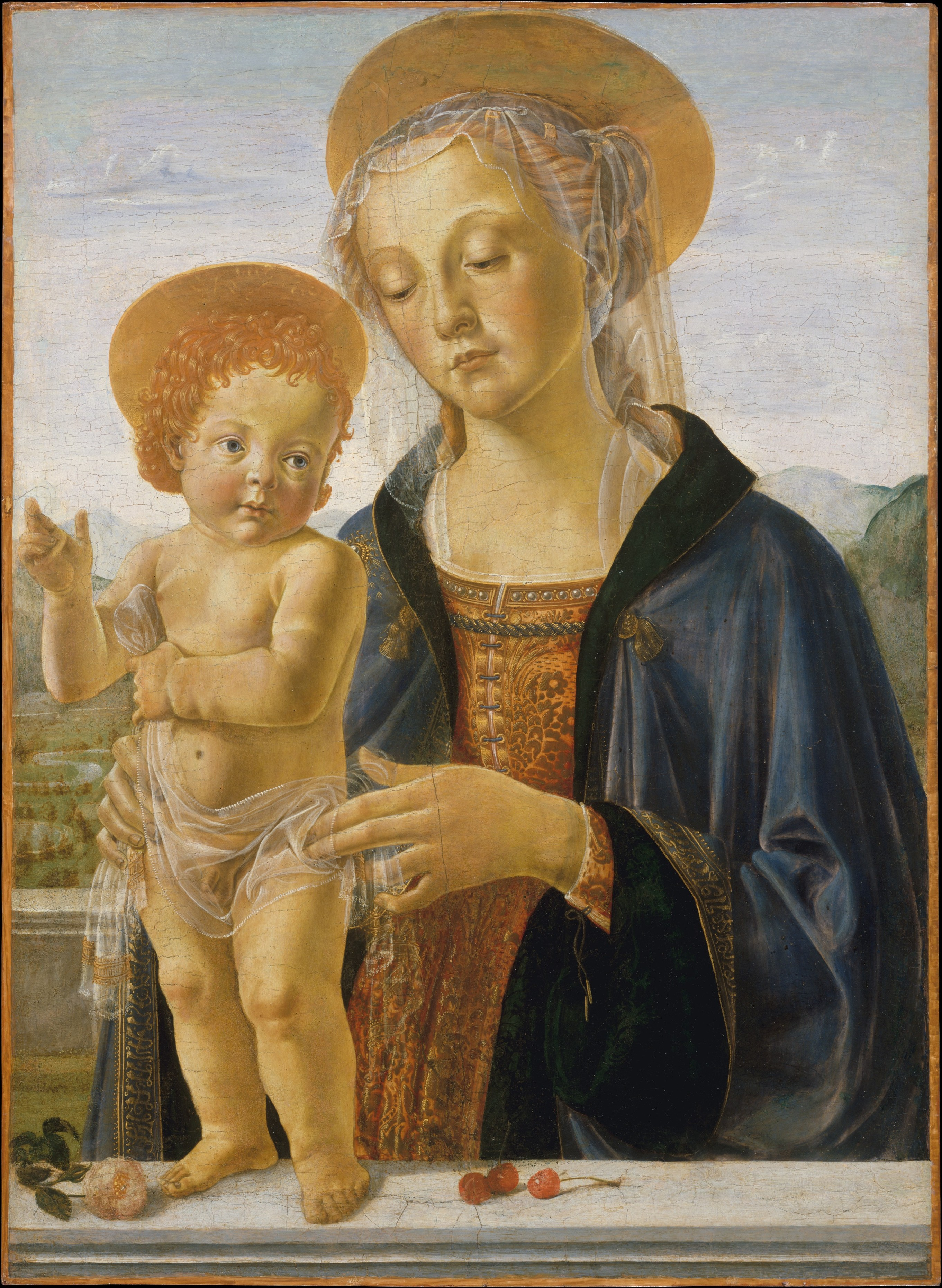
Virgen con el niño, c. 1470, del taller de Verrocchio (Nueva York, Museo Metropolitano de Arte)
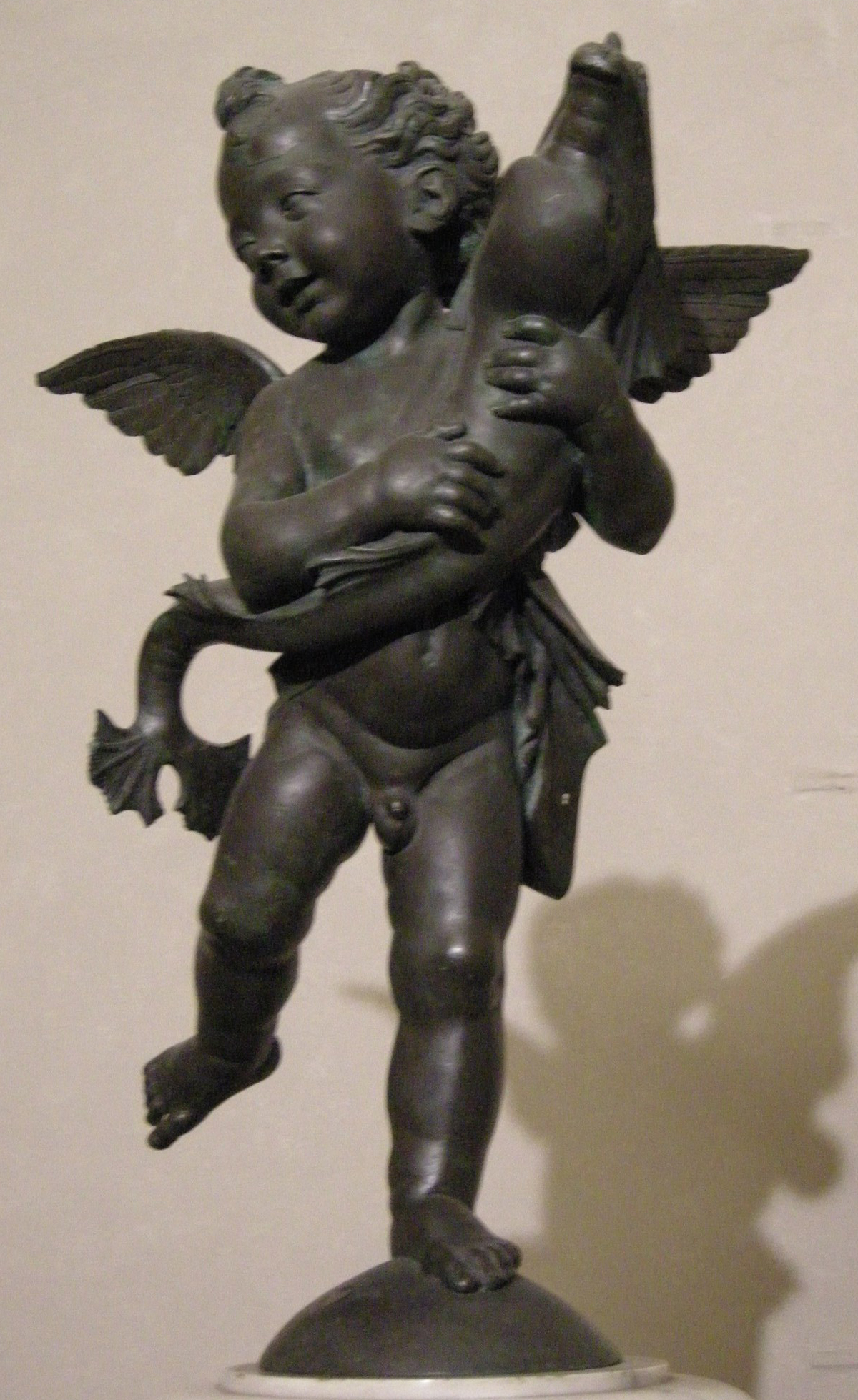
Niño alado con delfín (Palazzo Vecchio, Florencia)
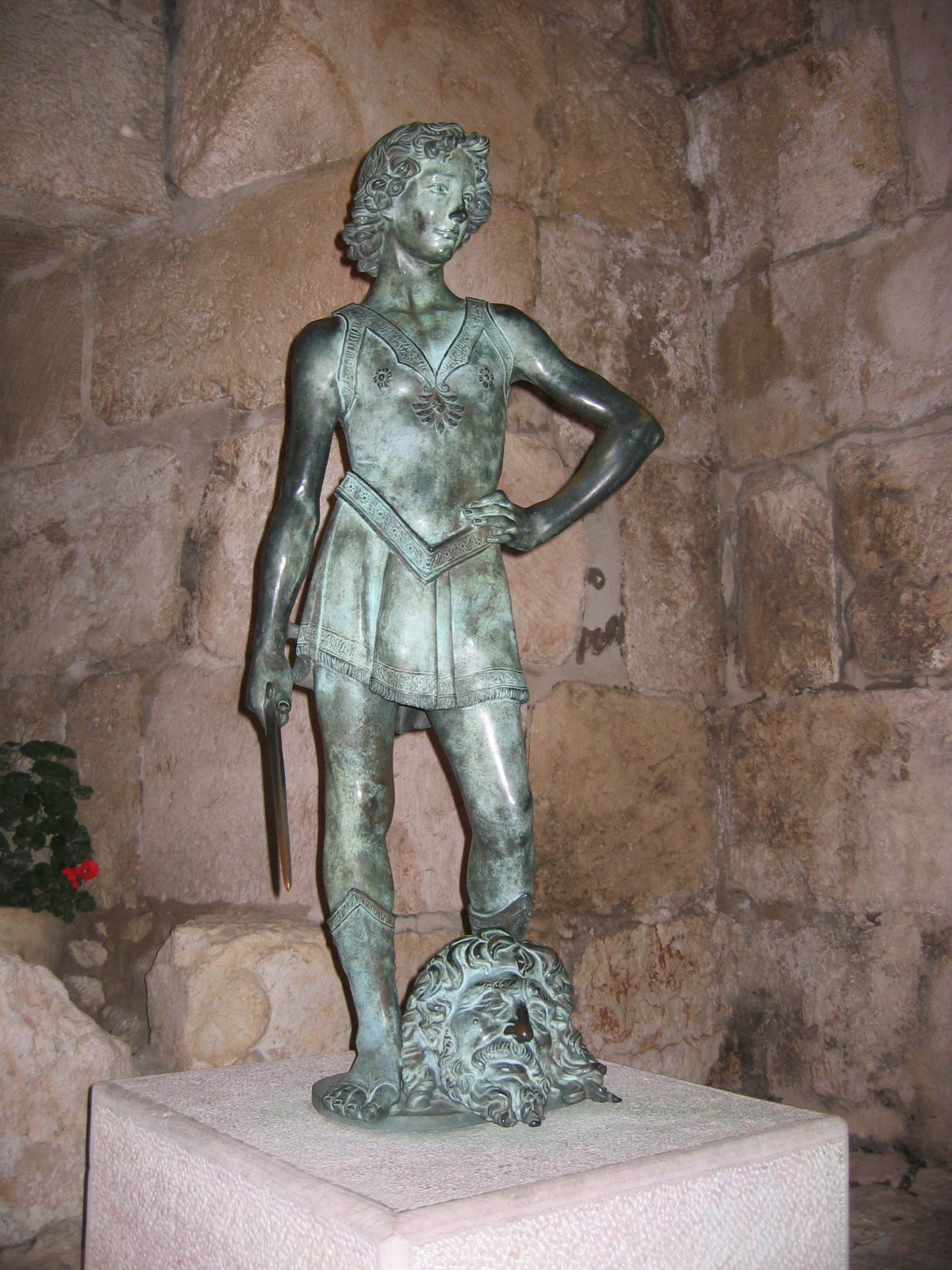
David (Bargello, Florencia)
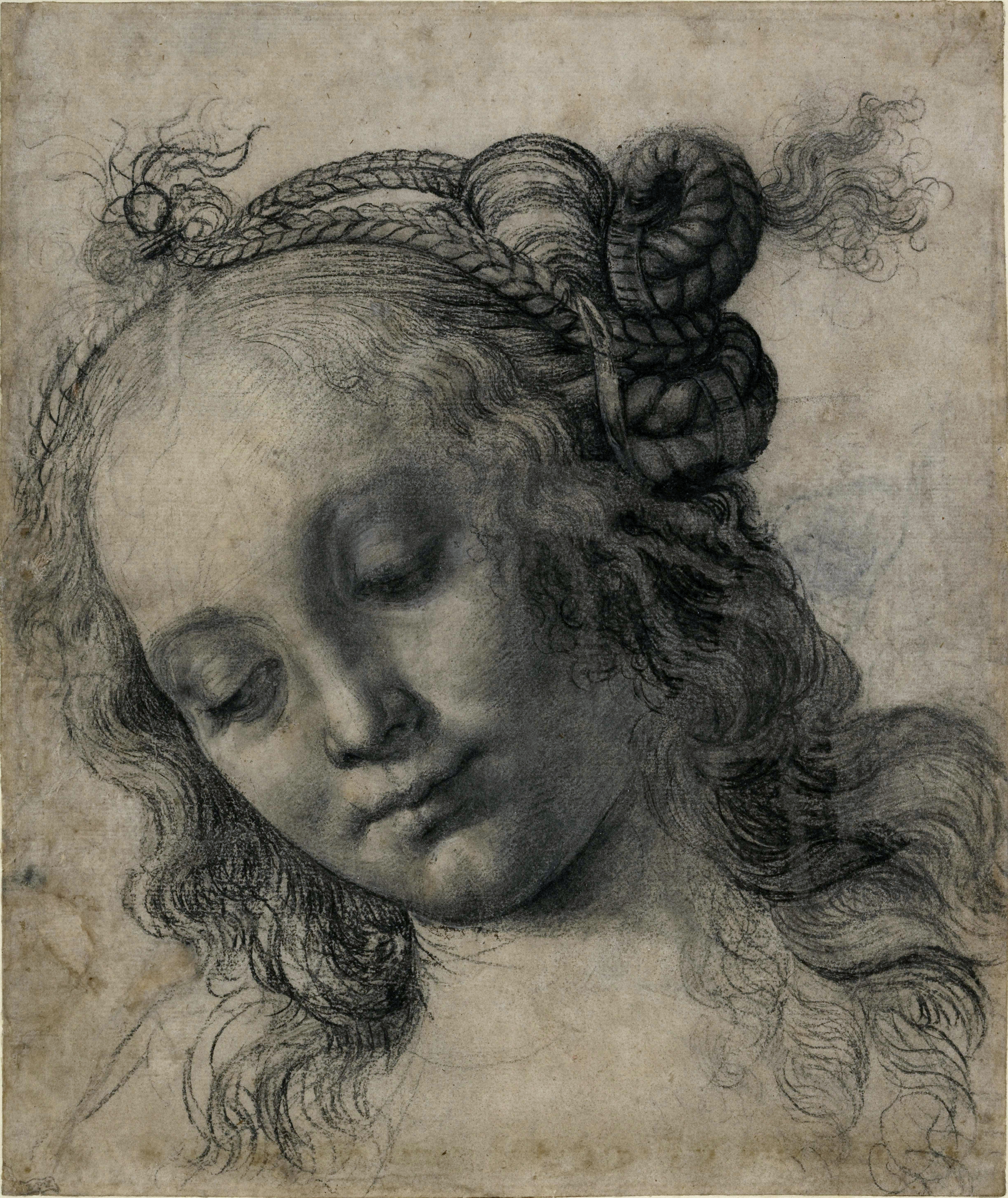
Cabeza de mujer, 324 x 273 mm, Museo Británico.